# Serra d'Irta
Serra d'Irta este o arie protejată (sit de importanță comunitară — SCI) din Spania întinsă pe o suprafață de 9.797,52 ha, integral pe uscat.

## Localizare
Centrul sitului Serra d'Irta este situat la coordonatele 40°19′31″N 0°19′21″E / 40.325278°N 0.3225°E.

## Înființare
Situl Serra d'Irta a fost declarat sit de importanță comunitară în iulie 2001 pentru a proteja 7 specii de animale.

## Biodiversitate
Situată în ecoregiunile marină mediteraneană și mediteraneană, aria protejată conține 9 habitate naturale: Matorral arborescenți cu Juniperus spp., Faleze cu vegetație de Limonium spp. endemic de pe coastele mediteraneene, Galerii și tufărișuri riverane sudice (Nerio-Tamaricetea și Securinegion tinctoriae), Pseudostepă cu ierburi și specii anuale de Thero-Brachypodietea, Tufărișuri termo-mediteraneene și de pre-deșert, Păduri de Quercus ilex și Quercus rotundifolia, Recifuri, Peșteri marine scufundate complet sau parțial, Straturi cu Posidonia (Posidonion oceanicae).
La baza desemnării sitului se află mai multe specii protejate de  păsări (7): buha (Bubo bubo), caprimulg (Caprimulgus europaeus), șoim călător (Falco peregrinus), Galerida theklae, Hieraaetus fasciatus, Oenanthe leucura, silvie de tufiș (Sylvia undata).
Pe lângă speciile protejate, pe teritoriul sitului au mai fost identificate 2 specii de plante.